# Cales (Campanië)

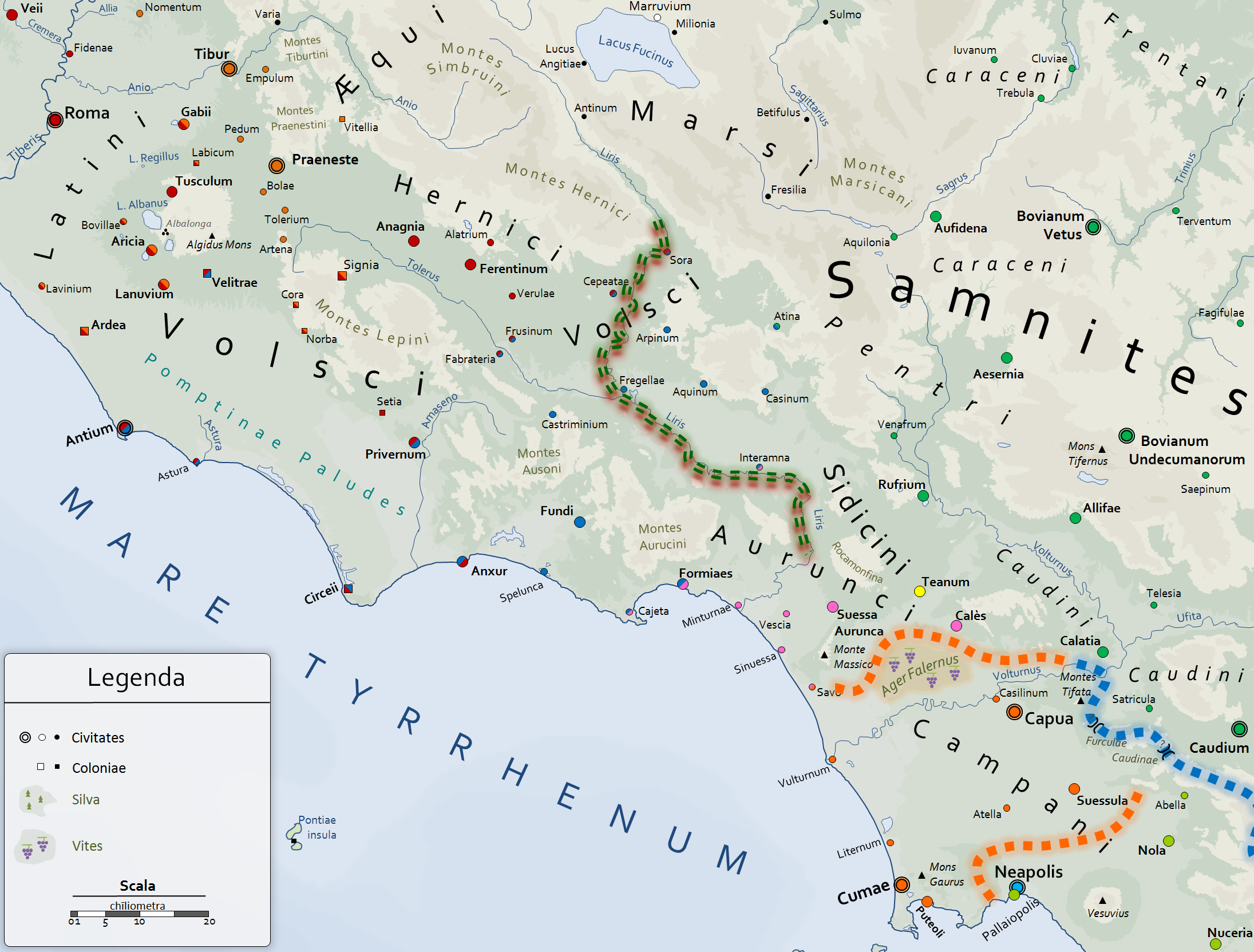
Cales ten noorden van de rivier Volturnus

Cales was een Romeinse stad (4e eeuw v.Chr – 5e eeuw) in Campanië, Italië. Het lag aan de Via Latina tussen Rome en Casilinum, het bruggenhoofd op de rivier Volturnus nabij Capua. 
Cales was een bloeiende handelsstad. De archeologische site bevindt zich in de gemeente Calvi Risorta.

## Historiek
In oorsprong was Cales een stad der Ausones die Campanië bewoonden, en daarvoor een stad van de Etrusken (7e eeuw v.Chr.). 
Door de Latijnse Oorlog (circa 340 v.Chr.) drongen de Romeinen voor het eerst Campanië binnen. In het jaar 336 veroverde het leger van consul Valerius Corvus de stad Cales. Cales was een handelsstad van de Ausones. Dit beschreef Titus Livius in zijn boeken Ab Urbe Condita. Corvus kreeg een triomftocht van de Senaat. De nieuwe zuidgrens diende beschermd te worden, en dit op de eerste plaats tegen de Samnieten. Tegelijkertijd hielden de Romeinen een oogje in het zeil op de pas veroverde Sidicini in Latium (ten noorden). Cales kreeg 2.500 Romeinse kolonisten erbij en werd een Romeinse kolonie (334 v.Chr.); hetzelfde gebeurde met Fregellae (328 v.Chr.).
De situatie werd explosief tijdens de Tweede Samnitische Oorlog. De Romeinen richtten hun troepen naar de Griekse stad Neapolis ofwel Napels. De Samnieten stuurden troepen naar de Grieken als hulp. Tegelijkertijd heroverden de Samnieten de kolonies Cales en Fregellae, teneinde de Romeinse dreiging noordwaarts terug te duwen. De Romeinen wonnen evenwel de Tweede Samnitische Oorlog en heroverden hun kolonies.
Tijdens de Tweede Punische Oorlog in de 3e eeuw v.Chr., speelde Cales een grote rol bij de veldtocht der Romeinen tegen Capua, een bondgenoot van Hannibal. Cales verschafte de nodige ondersteuning aan de troepen en bleef Rome trouw.
Na het Bellum Sociorum in de 1e eeuw kreeg Cales burgerrechten.
Tijdens het einde van de Romeinse Republiek en het Keizerrijk groeide Cales in grote mate. Het werd een handelscentrum voor wijn, landbouwwerktuigen en aardewerk. De export ervan leverde de stad heel wat inkomsten op. In de 2e eeuw werd het theater uit de 1e eeuw v.Chr. groot herbouwd. De thermen dateren ook uit deze tijd. In de loop van de 5e eeuw verrees een basiliek voor de christengemeente. Nog in de 5e eeuw brandschatten Vandalen onder leiding van Genseric de stad Cales. De stad werd verlaten.
Later bouwden de Longobarden een fort in Cales. De stad werd niet meer heropgebouwd.

## Opgravingen
Van de Etruskische tijd is een necropolis aangetroffen (1965). Ex voto beelden uit die tijd werden opgegraven. Langs het verloop van de Via Latina werden talrijke grafmonumenten uit de Romeinse Tijd aangetroffen. In de heuvels rond Cales zijn resten van villa’s uit de tijd van de Republiek blootgelegd. De stad zelf had handelsstraten, een forum, een theater, terrassen, een palaestra en toegangspoorten.
De archeologische site Cales wordt door de provincies Caserta en Benevento beheerd.